# Залесье (Киевская область)
Залесье (укр. Залісся) — село, входит в Великодымерскую поселковую общину Броварского района Киевской области Украины.
Население по переписи 2001 года составляло 596 человек. Почтовый индекс — 07433. Телефонный код — 4594. Занимает площадь 6,14 км². Код КОАТУУ — 3221280802.

## Местный совет
07433, Киевская обл., Броварский р-н, с. Богдановка, ул. Ленина, 219